# 359
En l'Imperi romà l'any va ser anomenat com "el del consulat d'Eusebi i Hipati" o, menys comunament, com el 1112 Ab urbe condita.

## Esdeveniments
- Concili a Rimini per discutir sobre l'arrianisme.
- Els sassànides vencen els romans en la batalla d'Amidol.
- Fam a les terres de l'Alt Rin: una flota de 800 vaixells fluvials, construïts per al Rin, creuen cap a la costa est britànica i s'enduen prou blat de moro per aixecar el fam.[1]

## Naixements
- Estilicó, general romà.
- Godigisel, rei dels vàndals asdings.
- Gracià el Jove, emperador romà.

## Morts
- Paulí de Tréveris, religiós cristià.[2]